# Horváth Balázs (díjugrató)
Horváth Balázs (Zalaegerszeg, 1978 –) magyar díjugrató.
2000 óta hivatásos lovasként foglalkozik fiatal lovak képzésével, sportlovak versenyeztetésével és menedzselésével.
2005 óta  a magyar díjugrató válogatott tagja, öt alkalommal volt egyéni magyar bajnok és kétszer ezüstérmes országos bajnokságon.
Hatvannégy alkalommal ért el helyezést nemzetközi Nagydíjakban, ebből hétszer sikerült megszereznie az első helyet.
Két alkalommal lovagolt döntőt a lanakeni Fiatal Lovak Világbajnokságán a hatéves lovak versenyében, és sikerült a hetedik helyezést elérni.
Negyvenöt alkalommal képviselte Magyarországot Nemzetek Díja versenyszámban nyolc különböző lóval, két alkalommal nyert.
Két alkalommal lovagolt a magyar csapat tagjaként olimpiai kvalifikációs versenyszámot, Samorinban és Budapesten.
Háromszor képviselte Magyarországot Európa-bajnokságon (Windsor 2009, Aachen 2015, Götheburg 2017) és egy alkalommal világbajnokságon, 2018-ban Tryonban.

### Nemzetek Díja versenyek
- 2004 Sibiu Harlequin
- 2004 Szófia Zorina
- 2005 Szófia Zorina
- 2005 Kecskemét Chamade de Baugy
- 2005 Zágráb Zorina
- 2006 Szófia Zorina
- 2006 Kiskunhalas Frederik
- 2006 Pozsony Zorina
- 2006 Poděbrady Frederik
- 2006 Zágráb Frederik
- 2007 Pozsony Frederik
- 2007 Kiskunhalas Frederik
- 2007 Prága Frederik
- 2007 Zágráb Frederik
- 2008 Kiskunhalas Frederik
- 2008 Bukarest Frederik
- 2008 Lipica Frederik
- 2008 Prága Eternally
- 2009 Linz Eternally
- 2009 Pozsony Eternally
- 2009 Windsor Eternally Európa-bajnokság
- 2009 Barcelona Eternally
- 2010 Linz Santiago
- 2010 Sopot Santiago
- 2012 Pozsony Frederik
- 2013 Pozsony PM Jumping Lady
- 2014 Celje PM Jumping Lady
- 2014 Linz Zordon
- 2014 Sopot PM Jumping Lady
- 2014 Budapest PM Jumping Lady
- 2015 Linz Zordon
- 2015 Budapest Zordon
- 2015 Aachen Zordon Európa-bajnokság
- 2016 Linz Zordon
- 2016 Celje Zordon
- 2016 Budapest Zordon
- 2016 Samorin Zordon
- 2017 Linz Zordon
- 2017 Sopot Zordon
- 2017 Göteborg Zordon Európa-bajnokság
- 2018 Linz Zordon
- 2018 Budapest Zordon
- 2018 Tryon Zordon világbajnokság
- 2019 Lisszabon Zordon
- 2019 Budapest Zordon

### Győzelmek bajnokságokon
- 2001 Középosztályú lovak bajnoksága Ómama
- 2003 Fedeles Döntő felnőtt kategória Chamade de Baugy
- 2003 Mén- és kanca verseny -Kanca II Chamade de Baugy
- 2003 Középosztályú lovak bajnoksága Harlequin
- 2004 Országos kezdő lovak bajnoksága Jojo
- 2005 Felnőtt országos bajnokság Chamade de Baugy
- 2007 Felnőtt országos bajnokság Frederik
- 2010 Tenyészverseny 6 éves kat. PM Jumping Lady
- 2011 Fedeles Döntő 5 éves kat. PM Landetto
- 2011 Tenyészverseny 5 éves kat. PM Landetto
- 2012 Mén- és kanca verseny -Kanca II PM Jumping Lady
- 2012 Mén- és kanca verseny -Szuperdöntő Frederik
- 2012 Tenyészverseny 5 éves kat. PM Balougraf
- 2013 Mén- és kanca verseny -Mén II Frederik
- 2013 Felnőtt országos bajnokság PM Jumping Lady
- 2013 Tenyészverseny 4 éves lovak kat. PM Casello
- 2014 Felnőtt országos bajnokság PM Jumping Lady
- 2014 Tenyészverseny 4 éves lovak kat. PM Lavarone
- 2015 Fedeles Döntő 5 éves kat. PM Chaccera
- 2015 Fedeles Döntő utánpótlás kat. PM Diana
- 2015 Mén- és kanca verseny -Szuperdöntő PM Balougraf
- 2015 Felnőtt országos bajnokság PM Jumping Lady
- 2015 Tenyészverseny 5 éves kat. PM Chaccera
- 2015 Tenyészverseny 6 éves kat. PM Casello
- 2016 Fedeles Döntő utánpótlás kat. PM Diana
- 2016 Mén- és kanca verseny -Kanca II PM La Conta Z
- 2016 Tenyészverseny 6 éves kat. PM Toledo
- 2016 Tenyészverseny utánpótlás kat. PM Diana
- 2017 Fedeles Döntő utánpótlás kat. PM Chaccera
- 2017 Fedeles Döntő felnőtt kat. PM Diana
- 2017 Tenyészverseny 5 éves kat. Lican
- 2018 Fedeles Döntő utánpótlás kat. PM Quintera
- 2018 Mén- és kanca verseny -Mén II PM Casello
- 2018 Tenyészverseny utánpótlás kat. Laguilot Z, PM Chaccera

### Helyezések felnőtt országos bajnokságokon
- 2004 Chamade de Baugy 6. hely
- 2005 Chamade de Baugy 1. hely
- 2006 Frederik 7. hely
- 2007 Frederik 1. hely
- 2008 Frederik 8. hely
- 2009 Frederik 2. hely
- 2011 PM Jackpot 9. hely
- 2012 Frederik 6. hely
- 2013 PM Jumping Lady 1. hely
- 2014 PM Jumping Lady 1. hely
- 2015 PM Jumping Lady 1. hely
- 2017 PM Diana 2. hely
- 2018 PM Chaccera 5. hely
- 2019 PM Chaccera 10. hely